# گروه دوتی
گروه دوتی (انگلیسی: Dowty Group) شرکت هوافضای بریتانیایی است، که در سال ۱۹۳۵ تأسیس شد.